# 橋爪純
橋爪 純（はじづめ じゅん、1988年6月9日-）は日本の男子バスケットボール指導者である。山梨県出身。ライセンスはJBA公認S級、ジュニアエキスパート。

## 経歴
1988年山梨県に生まれる。甲府昭和高等学校、筑波大学、同大学院を経て2016年、東京農業大学第三高等学校非常勤講師となる。2014-2015年にかけては、ATGラビッツ・茗渓学園中学校バスケットボール部・ペネレイトバスケットボールクラブなど、茨城県つくば市においてジュニアクラスでのコーチングに従事する。
2016-2017シーズン、ライジングゼファーフクオカのアシスタントマネージャーに就任。
2017-2018シーズン、ライジングゼファーフクオカのアシスタントコーチ兼アシスタントマネージャーに就任。
2018年6月30日、富山グラウジーズのアナリスト兼スクールコーチに就任。
2020年11月6日、熊本ヴォルターズのアシスタントコーチに就任。
2021年3月、岡田修ヘッドコーチの体調不良による長期休養に伴いHC代行となる。
2022年6月30日、アースフレンズ東京Zのヘッドコーチに就任。
同年11月4日、契約を解除。
2023年から群馬クレインサンダーズの育成部の責任者を経験したのち、2024-25シーズンから東京ユナイテッドバスケットボールクラブのヘッドコーチに就任した。

### 特徴
困難な時期にチームの指揮を引き継いだことから、熊本における人気は高い。2020-2021シーズンに熊本ヴォルターズの応援グッズとして販売された、眼鏡姿の橋爪にかけた「はしじゅん眼鏡拭き」は即日完売している。